# Oria flavescens
Oria flavescens là một loài bướm đêm trong họ Noctuidae.